# 火漆
火漆，又稱封蠟（英語：sealing wax）等，是歐洲傳統用於封口信件或瓶口的一种蠟材料，往往易熔化、具有黏性並且熔化後迅速凝固。主要用松脂、石蠟等加以顏料製成。
火漆常常預製成兩側印有圖案的四角棒狀，直接加熱一端使其滴落；有時製成顆粒狀，此時往往盛於金屬製的火漆勺中，置於火焰上加熱。包裝火漆的盒中，常附有用於加熱的蠟燭。
用於封緘信封時，使其熔化並滴與信封之上，待凝固前緊緊蓋刻有紋章徽記等圖案的金屬印章於上。儘管現在火漆主要用於裝飾用途，不過在古代，火漆主要是一種保密措施。由於開封時火漆印將會碎裂，所以若是印記完整，只要印有複雜圖案的印章未被複製或盜用，一定程度上可以保證在收信人開封之前此封信件未被開封過。利用以上的特性，王室或政府常常利用其加密信件。有時將火漆直接印與信件上充當印章。有時使火漆熔化在用於封閉卷軸的繩子上。
用於酒瓶封裝時，將用瓶蓋封好的酒瓶頭部，浸於融化的火漆中，待其凝固。

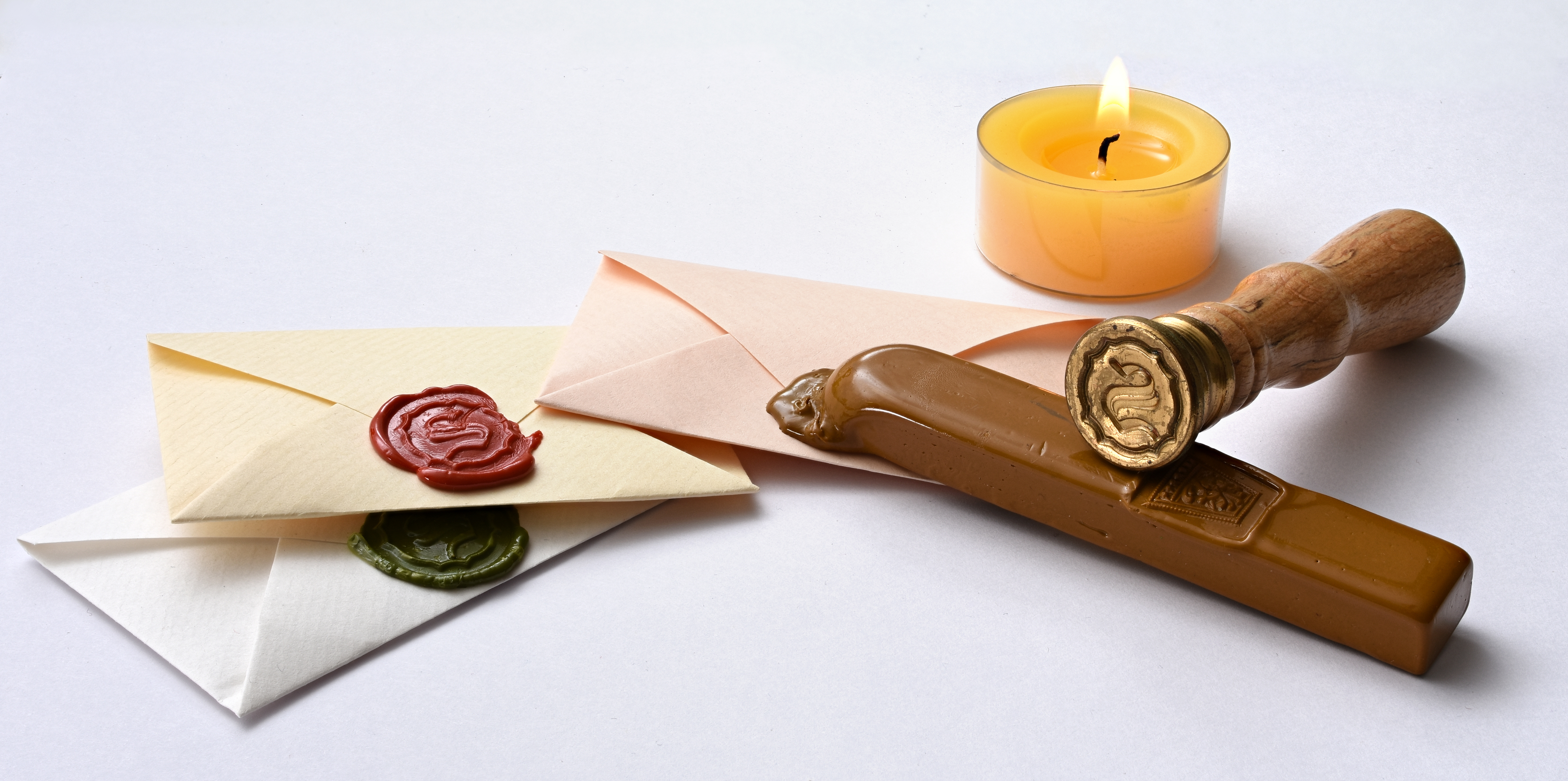
火漆蠟棒、由火漆封口的信件、火漆印章和加熱用的蠟燭

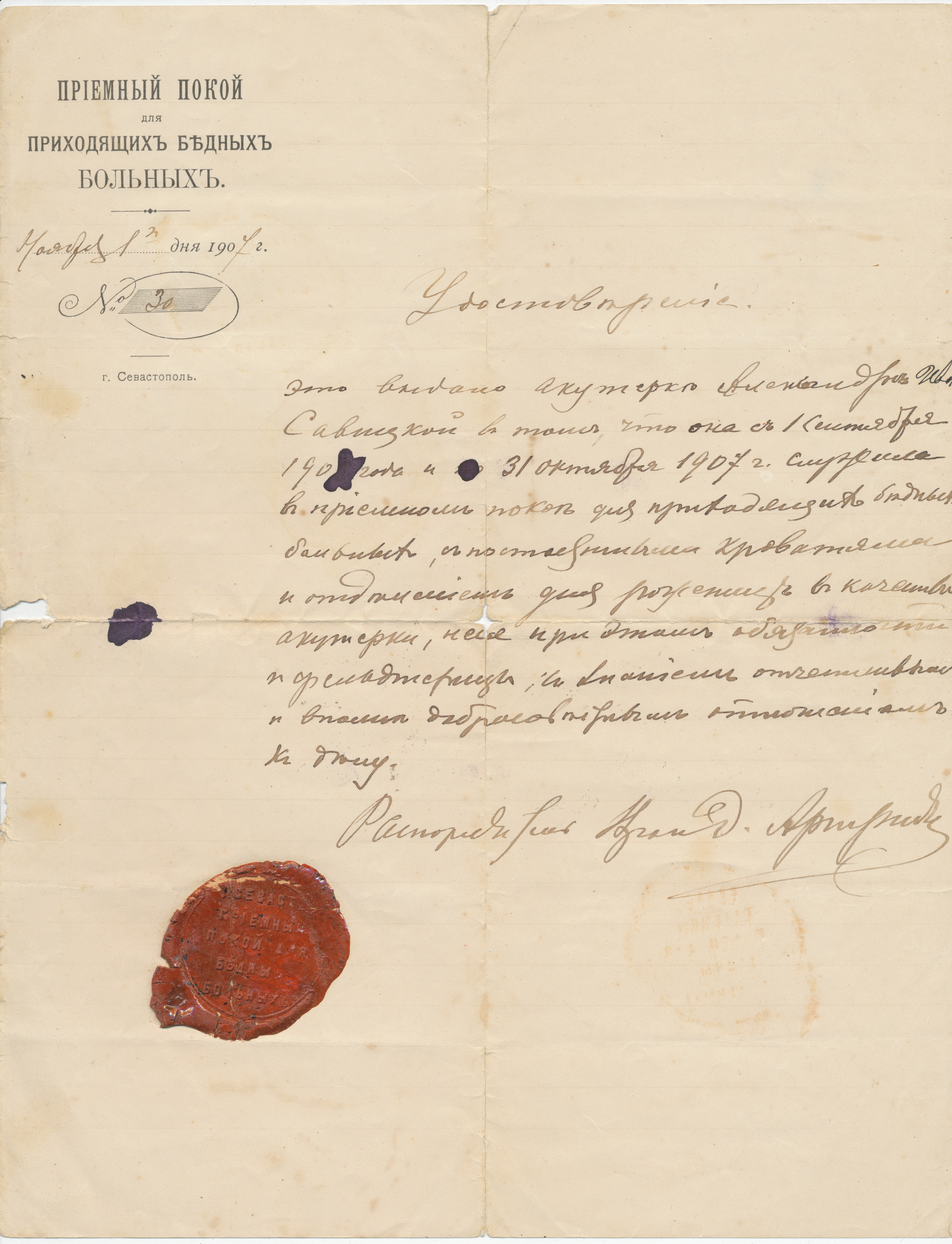
直接印於信件的火漆印

## 名稱
火漆的中文名稱來源不明，可能與火漆常用的朱紅色有關。在諸多歐洲語言（英語、法語、德語、意大利語等）中和亞洲語言中均可直譯爲「封蠟」。俄語的可能源自突厥语族。

## 歷史沿革
早在希伯来圣经中已有記載。歷史上曾使用瀝青、蜂蠟、威尼斯松脂（一種歐洲落葉松中的樹脂，呈黃綠色）等。中世紀後期，由葡萄牙人從東印度獲得了新的火漆配方，即一定比例混合虫漆、松脂、樹脂、石灰、熟石膏等，再從西班牙傳到歐洲各地，17世紀末傳到俄國。最早火漆是無色的，後來用硃砂染成硃紅色。

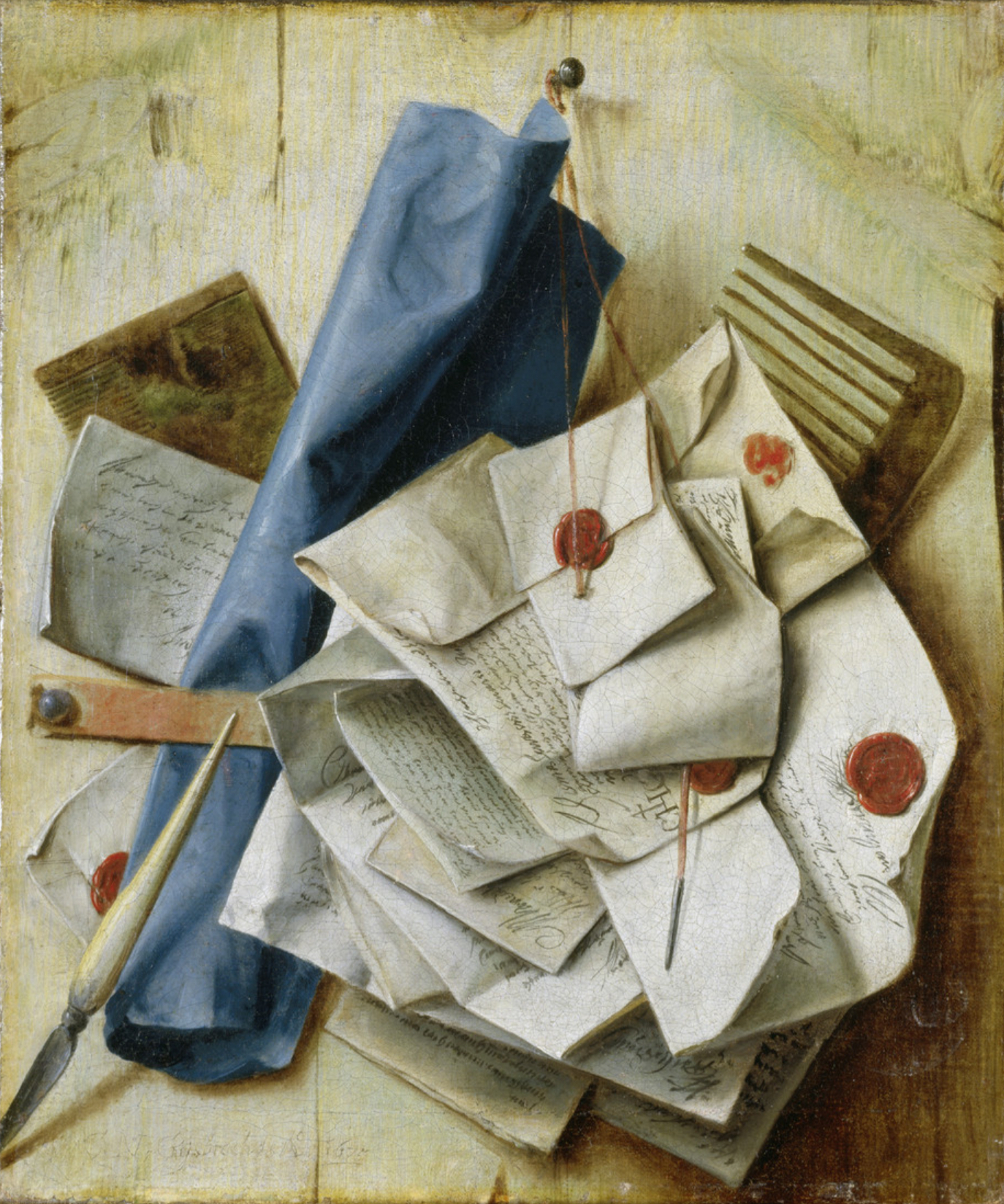
Cornelis Norbertus Gysbrechts的畫（1665）中信件和其上的火漆印

隨着相關保密技術和現代郵政體系的發展，火漆已淡出歷史舞臺。但梵蒂岡至今仍然使用在儀式上，例如教宗逝世。
在現代，火漆比起用於安全驗證，更像是一種復古儀式。現代在美術工藝、西文書法等領域，作爲裝飾配合追求復古之用。在渲染歷史場景，懷古氛圍的作品中，常常有火漆信封的出現。有時爲了體現高級感，在商品包裝上附有模仿火漆印的印製標籤或樹脂製的鈕釦等。

### 引用
1. ↑  《列王紀上》第21章第8节